# アブドルカリーム・カーシム
- アブドルカリーム・カーシム
- アブド・アル‐カリーム カーシム
- アブデル・カリム カセム

- ‘Abd al-Karīm Qāsim
- Abdel Karīm Kāsem
- Abdul Karim Kassem

アブドルカリーム・カーシム（عبد الكريم قاسم; ‘Abd al-Karīm Qāsim, 原語発音：アブドゥルカリーム・カースィム、1914年11月21日 - 1963年2月9日）は、イラクの軍人・政治家で、イラク共和国初代首相。

## 経歴

### 幼年期・軍人期
父はスンナ派の軍人、母はシーア派の農民であった。1926年にバグダードに移り、1931年には優秀な成績で中学校を卒業した。その後小学校教員を務めるも、1年で辞職した。陸軍大学校に入学し（1932年）、1936年に卒業した。その後1951年にはイギリスの陸軍士官学校を修了した。その間に第一次中東戦争（1948年-1949年）、第二次中東戦争（スエズ動乱；1956年）に従軍した。

### イラク革命

イラク革命後に制定された国旗（1958年-1963年）。クルドの黄色い太陽やアッシリア人の赤い星などが含まれ、カーシム政権の政策を象徴する

1958年、アーリフ兄弟の弟アブドッサラーム・アーリフ大佐とともに自由将校団を結成し、クーデターを主導した（7月14日革命）。ハーシム王制を転覆させ、共和制を樹立した。自ら首相・国防相・軍最高司令官を兼任し、アーリフ大佐を副首相・内相・軍副司令官に任じた。
共和政樹立後、ただちにバクダード条約を破棄し、王政時代には反体制派とされてきた共産党員を釈放し、クルド民主党の指導者ムスタファー・バルザーニの帰国を許した。

### 首相時代

#### 政権内部の権力抗争
折しもアラブ世界はアラブ社会主義の絶頂期にあり、イラクにおいてもアラブ連合共和国との統合問題が重要性をもっていた。この問題に対して政権内部では、アーリフをはじめとするナセリストの統合推進派（カウミーヤ）とカーシムを中心とするイラク第一主義の慎重派（ワタニーヤ）に分かれていた。最終的にこの権力闘争はカーシムの勝利に終わり、ナセリストを基盤とした統合推進派は逮捕され、アーリフらは人民裁判により処罰を受けて罷免され、投獄された。これには1956年からイラク共産党やカーシムの属する国民民主党と国民連合戦線（アラビア語: حزب الاستقلال العراقي）と呼ばれる共同戦線を組んできたバアス党も反発し、バアス党地域指導部書記長のフアード・リカービーは閣僚を辞任してバアス党員サッダーム・フセインらと暗殺未遂事件を起こしてシリアなどの外国に逃れた。
その後カーシムは、政権の支持基盤を共産党に求め、農地改革をはじめとして経済政策に共産党路線が強く反映された。このような容共的な態度に対し、政権に参加する民族主義勢力や軍部の反発を招いた。
カーシムに反発する軍の一部はモースルでクーデターを起こしたものの、すぐに鎮圧された。その後、クーデター同調者は一部の武装共産党員によって惨殺された（モースル蜂起）。モースル蜂起の後、共産党は政権に参加し、3名入閣させるに至った。

#### 失脚・バアスの政権掌握

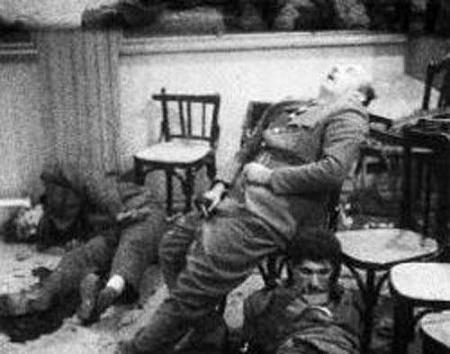
殺害されたカーシム

外交的にもイラク石油会社利権区域の90％の国有化措置やOPEC設立会合をバグダッドで開くなど先鋭的な路線を打ち出し、1961年に独立したばかりのクウェートに対する領有権主張は同年7月のイギリス軍の再駐留と同年8月のサウジアラビア、ヨルダン、スーダン、エジプトからなるアラブ連盟平和維持部隊の展開を引き起こした。このことは西側諸国のみならず、イラクの台頭を快く思わないアラブ諸国とも対立を深めた。
ついに1963年2月8日、アフマド・ハサン・アル＝バクル准将率いるバアス党将校とナセリストがクーデターにより政権を掌握した（ラマダーン革命）。カーシムは2日間に亘り抵抗したものの、翌9日に降伏し、即決裁判により処刑された。